# Echthistatodes
Echthistatodes är ett släkte av skalbaggar. Echthistatodes ingår i familjen långhorningar.
Kladogram enligt Catalogue of Life:
| Echthistatodes | \| \| Echthistatodes brunneus \| \| \| \| \| \| Echthistatodes subobscurus \| \| \| \| |
|                | \| \| Echthistatodes brunneus \| \| \| \| \| \| Echthistatodes subobscurus \| \| \| \| |
|                | Echthistatodes brunneus                                                                |
|                |                                                                                        |
|                | Echthistatodes subobscurus                                                             |
|                |                                                                                        |